# Belomantis helenae
Belomantis helenae es una especie de mantis de la familia Toxoderidae.

## Distribución geográfica
Se encuentra en Angola, Burkina Faso, Costa de Marfil y  Togo.